# 福拉爾普羅伊斯河
46°39′35″N 8°32′06″E / 46.65986°N 8.53501°E

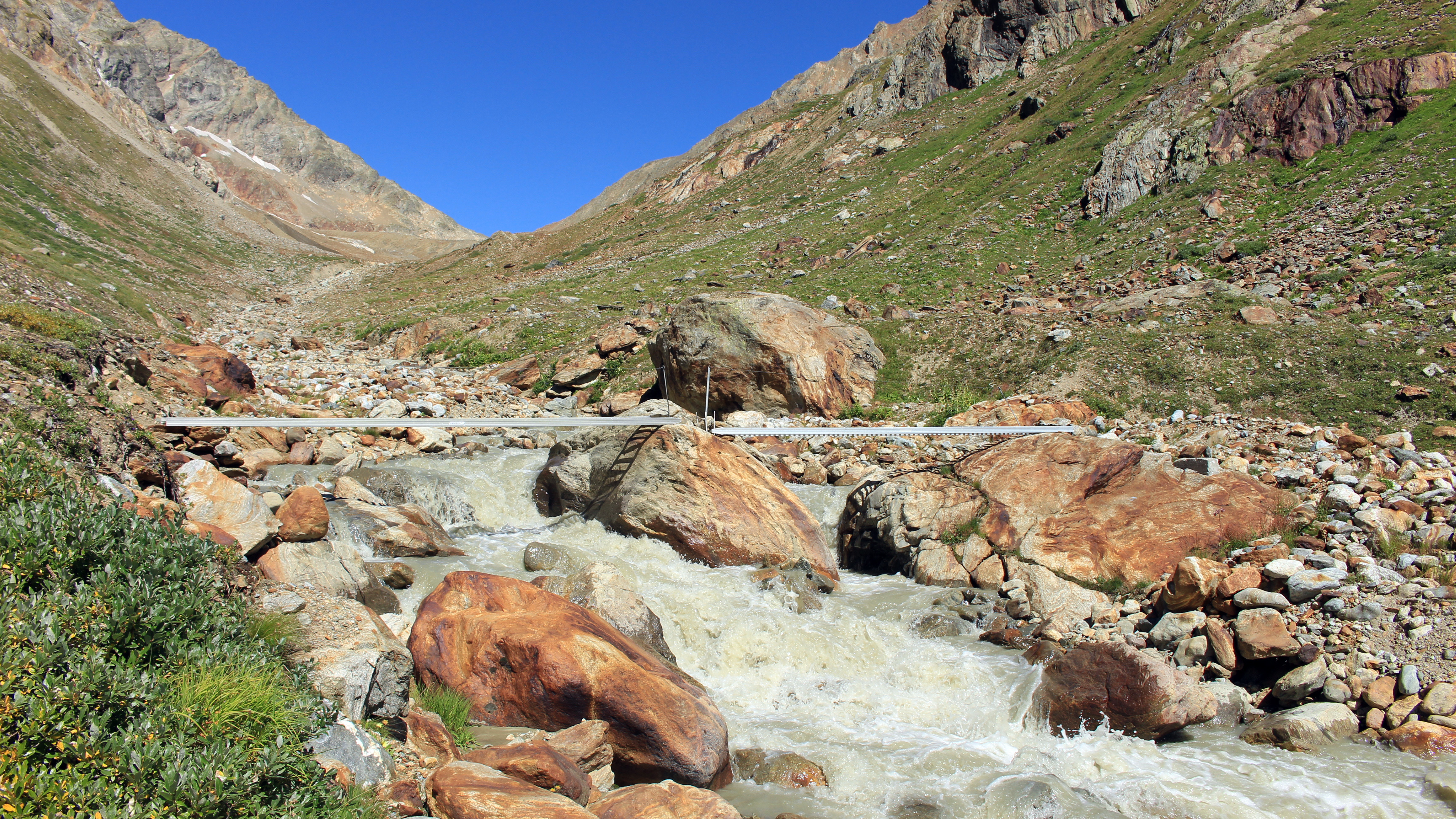

福拉爾普羅伊斯河是瑞士的河流，位於該國中部，流經烏里州，屬於格申羅伊斯河的左支流，河道全長7.5公里，流域面積25.2平方公里。